# Coppa del Mondo di slittino su pista naturale 2024
La Coppa del Mondo di slittino su pista naturale 2023/24, trentaduesima edizione della manifestazione organizzata dalla Federazione Internazionale Slittino, ebbe inizio il 16 dicembre 2023 a Kühtai in Austria.
L'italiana Evelin Lanthaler ha conquistato la sua ottava sfera di cristallo, nonché settima consecutiva, dominando ognuna delle sette gare in programma. Per la quarta stagione consecutiva è riuscita nell'impresa di aggiudicarsi tutte le gare in programma. Al secondo posto in classifica generale è giunta l'austriaca Riccarda Ruetz mentre sul terzo gradino del podio è salita la sua connazionale Tina Unterberger. L'Italia ha dominato l'intera stagione collezionando 11 podi e una tripletta in sette gare.
Per quanto riguarda il singolo maschile il trofeo è andato all'italiano Patrick Pigneter che è riuscito ad aggiudicarsi per la dodicesima volta questo prestigioso trofeo, a distanza di otto anni dall'ultimo. Grazie alle sue cinque vittorie in sette gare ha preceduto in classifica generale gli italiani Fabian Brunner, in grado di aggiudicarsi la sua prima gara in carriera nell'ultima tappa in programma, e Florian Clara, per la prima volta in carriera sul podio generale in questa specialità. Per la prima volta dal 2012, l'Italia è stata in grado di vincere tutte le gare in programma in questa specialità.
L'Italia si è aggiudicata la Coppa delle nazioni per il diciottesimo anno consecutivo e per la ventiquattresima volta nella sua storia. Ha totalizzato più punti di ogni altra nazionale in tutte le gare disputatesi. Gli atleti italiani hanno vinto 20 delle 21 gare in programma. La nazionale austriaca si è aggiudicata l'unica prova restante, il secondo doppio di Umhausen.

## Calendario
| Tappa | Località | Data                | Singolo                | Singolo                | Doppio                 |                        |
| Tappa | Località | Data                | Donne                  | Uomini                 | Doppio                 |                        |
| ----- | -------- | ------------------- | ---------------------- | ---------------------- | ---------------------- | ---------------------- |
| 1     | Kühtai   | 16–17 dicembre 2023 | ●                      | ●                      | ●                      |                        |
| 2     | Lasa     | 6–7 gennaio 2024    | ●                      | ●                      | ●                      |                        |
| 3     | Umhausen | 19–21 gennaio 2024  | ●●                     | ●●                     | ●●                     |                        |
| 4     | Valgiovo | 2–3 febbraio 2024   | ●                      | ●                      | ●                      |                        |
| E     | Valgiovo | 3–4 febbraio 2024   | XXX Campionati europei | XXX Campionati europei | XXX Campionati europei | XXX Campionati europei |
| 5     | Obdach   | 16–17 febbraio 2024 | ●                      | ●                      | ●                      |                        |
| 5     | Obdach   | 18 febbraio 2024    | ●                      | ●                      | ●                      |                        |

## Risultati

### Singolo donne
| Data             | Località | Nazione | Prima                   | Seconda                   | Terza                     |
| ---------------- | -------- | ------- | ----------------------- | ------------------------- | ------------------------- |
| 17 dicembre 2023 | Kühtai   | Austria | Evelin Lanthaler Italia | Riccarda Ruetz Austria    | Tina Unterberger Austria  |
| 7 gennaio 2024   | Lasa     | Italia  | Evelin Lanthaler Italia | Daniela Mittermair Italia | Nadine Staffler Italia    |
| 20 gennaio 2024  | Umhausen | Austria | Evelin Lanthaler Italia | Riccarda Ruetz Austria    | Daniela Mittermair Italia |
| 21 gennaio 2024  | Umhausen | Austria | Evelin Lanthaler Italia | Riccarda Ruetz Austria    | Lisa Walch Germania       |
| 3 febbraio 2024  | Valgiovo | Italia  | Evelin Lanthaler Italia | Riccarda Ruetz Austria    | Tina Stuffer Italia       |
| 17 febbraio 2024 | Obdach   | Austria | Evelin Lanthaler Italia | Riccarda Ruetz Austria    | Tina Unterberger Austria  |
| 18 febbraio 2024 | Obdach   | Austria | Evelin Lanthaler Italia | Riccarda Ruetz Austria    | Tina Unterberger Austria  |

### Singolo uomini
| Data             | Località | Nazione | Primo                   | Secondo                 | Terzo                     |
| ---------------- | -------- | ------- | ----------------------- | ----------------------- | ------------------------- |
| 17 dicembre 2023 | Kühtai   | Austria | Patrick Pigneter Italia | Michael Scheikl Austria | Florian Clara Italia      |
| 7 gennaio 2024   | Lasa     | Italia  | Daniel Gruber Italia    | Patrick Pigneter Italia | Fabian Brunner Italia     |
| 20 gennaio 2024  | Umhausen | Austria | Patrick Pigneter Italia | Florian Clara Italia    | Michael Scheikl Austria   |
| 21 gennaio 2024  | Umhausen | Austria | Patrick Pigneter Italia | Florian Clara Italia    | Fabian Brunner Italia     |
| 3 febbraio 2024  | Valgiovo | Italia  | Patrick Pigneter Italia | Fabian Brunner Italia   | Matthias Lambacher Italia |
| 17 febbraio 2024 | Obdach   | Austria | Fabian Brunner Italia   | Florian Clara Italia    | Patrick Pigneter Italia   |
| 18 febbraio 2024 | Obdach   | Austria | Patrick Pigneter Italia | Fabian Brunner Italia   | Florian Clara Italia      |

### Doppio
| Data             | Località | Nazione | Primi                                     | Secondi                                   | Terzi                                      |
| ---------------- | -------- | ------- | ----------------------------------------- | ----------------------------------------- | ------------------------------------------ |
| 16 dicembre 2023 | Kühtai   | Austria | Matthias Lambacher Peter Lambacher Italia | Maximilian Pichler Nico Edlinger Austria  | Peter Neupauer Dominik Neupauer Slovacchia |
| 6 gennaio 2024   | Lasa     | Italia  | Matthias Lambacher Peter Lambacher Italia | Maximilian Pichler Nico Edlinger Austria  | Tobias Paur Andreas Hofer Italia           |
| 19 gennaio 2024  | Umhausen | Austria | Matthias Lambacher Peter Lambacher Italia | Tobias Paur Andreas Hofer Italia          | Maximilian Pichler Nico Edlinger Austria   |
| 20 gennaio 2024  | Umhausen | Austria | Maximilian Pichler Nico Edlinger Austria  | Tobias Paur Andreas Hofer Italia          | Matthias Lambacher Peter Lambacher Italia  |
| 2 febbraio 2024  | Valgiovo | Italia  | Matthias Lambacher Peter Lambacher Italia | Maximilian Pichler Nico Edlinger Austria  | Tobias Paur Andreas Hofer Italia           |
| 17 febbraio 2024 | Obdach   | Austria | Tobias Paur Andreas Hofer Italia          | Matthias Lambacher Peter Lambacher Italia | Peter Neupauer Dominik Neupauer Slovacchia |
| 18 febbraio 2024 | Obdach   | Austria | Matthias Lambacher Peter Lambacher Italia | Maximilian Pichler Nico Edlinger Austria  | Peter Neupauer Dominik Neupauer Slovacchia |

## Classifiche generali
Il sistema di punteggio è rimasto invariato rispetto alla precedente stagione:
| Piazzamento | 1   | 2  | 3  | 4  | 5  | 6  | 7  | 8  | 9  | 10 | 11 | 12 | 13 | 14 | 15 | 16 | 17 | 18 | 19 | 20 | 21 | 22 | 23 | 24 | 25 | 26 | 27 | 28 | 29 | 30 | 31 | 32 | 33 | 34 | 35 | 36 | 37 | 38 | 39 | 40+ |
| Punti       | 100 | 85 | 70 | 60 | 55 | 50 | 46 | 42 | 39 | 36 | 34 | 32 | 30 | 28 | 26 | 25 | 24 | 23 | 22 | 21 | 20 | 19 | 18 | 17 | 16 | 15 | 14 | 13 | 12 | 11 | 10 | 9  | 8  | 7  | 6  | 5  | 4  | 3  | 2  | 1   |

Nel singolo maschile vige la regola di massimo sei atleti per nazione partecipanti alla prima manche di ogni gara. Solamente i quattro migliori atleti di ogni nazione si qualificano alla seconda manche. Il regolamento prevede comunque l'assegnazione di 14 punti al miglior non qualificato, 13 punti al secondo migliore e così via per tutti gli altri che non hanno il diritto di competere alla seconda discesa.
Nel doppio si qualificano alla seconda manche solo i primi tre equipaggi di ogni nazione. I non qualificati ricevono, a scalare, da 24 punti in poi.

### Singolo donne
| Pos. | Nome               | Nazione     | KUT | LAS    | UMH-1   | UMH-2 | GIO | OBD-1 | OBD-2 | Punti |
| ---- | ------------------ | ----------- | --- | ------ | ------- | ----- | --- | ----- | ----- | ----- |
| 1    | Evelin Lanthaler   | Italia      | 1   | 1      | 1       | 1     | 1   | 1     | 1     | 700   |
| 2    | Riccarda Ruetz     | Austria     | 2   | 4      | 2       | 2     | 2   | 2     | 2     | 570   |
| 3    | Tina Unterberger   | Austria     | 3   | 7      | 7       | 5     | 4   | 3     | 3     | 417   |
| 4    | Lisa Walch         | Germania    | 6   | 5      | 5       | 3     | DNF | 4     | 4     | 350   |
| 5    | Jenny Castiglioni  | Italia      | 7   | 6      | 6       | 4     | 6   | 6     | 8     | 348   |
| 6    | Nadine Staffler    | Italia      | -   | 3      | 4       | 9     | 5   | 5     | 5     | 334   |
| 7    | Patricija Urbanc   | Croazia     | 10  | 11     | 11      | 8     | 10  | 11    | 11    | 250   |
| 8    | Tina Stuffer       | Italia      | 5   | 9 (NQ) | 11 (NQ) | -     | 3   | 7     | 7     | 245   |
| 9    | Daniela Mittermair | Italia      | 4   | 2      | 3       | DNF   | -   | -     | -     | 243   |
| 9    | Hannah Nagele      | Austria     | 9   | -      | 10      | 11    | 8   | 8     | 6     | 243   |
| 11   | Nadja Maria Loder  | Canada      | 11  | 12     | 14      | 13    | 13  | 12    | 12    | 218   |
| 12   | Katie Cookman      | Stati Uniti | -   | 10     | 13      | 7     | 12  | 10    | 10    | 216   |
| 13   | Sarah Schiller     | Germania    | -   | 8      | 8       | 6     | 9   | -     | -     | 173   |
| 14   | Naomi Thoeni       | Austria     | 8   | -      | 9       | 10    | 7   | -     | -     | 163   |
| 15   | Meta Mekina        | Germania    | -   | 9      | 12      | 12    | 11  | -     | -     | 137   |

### Singolo uomini
| Pos. | Nome                 | Nazione    | KUT     | LAS     | UMH-1   | UMH-2 | GIO    | OBD-1   | OBD-2  | Punti |
| ---- | -------------------- | ---------- | ------- | ------- | ------- | ----- | ------ | ------- | ------ | ----- |
| 1    | Patrick Pigneter     | Italia     | 1       | 2       | 1       | 1     | 1      | 3       | 1      | 655   |
| 2    | Fabian Brunner       | Italia     | 11 (NQ) | 3       | 5       | 3     | 2      | 1       | 2      | 479   |
| 3    | Florian Clara        | Italia     | 3       | 4       | 2       | 2     | 9 (NQ) | 2       | 3      | 469   |
| 4    | Michael Scheikl      | Austria    | 2       | 7       | 3       | 4     | 4      | 8       | 5      | 418   |
| 5    | Daniel Gruber        | Italia     | 6       | 1       | 4       | 5     | 5      | 4       | 4 (NQ) | 394   |
| 6    | Stefan Federer       | Svizzera   | 5       | 8       | 6       | 7     | 6      | 5       | 6      | 348   |
| 7    | Ziga Kralj           | Slovenia   | 8       | 5       | 9       | 6     | 13     | 10      | 8      | 294   |
| 8    | Vid Kralj            | Slovenia   | 11      | 6       | 8       | 10    | 10     | 11      | 9      | 271   |
| 9    | Florian Markt        | Austria    | 7       | 11      | 13 (NQ) | 9     | 9      | 6       | 11     | 255   |
| 10   | Miguel Brugger       | Austria    | 10      | 9       | 10      | 8     | 8      | 16 (NQ) | 7      | 252   |
| 11   | Sebastian Feldhammer | Austria    | 9       | 14 (NQ) | 7       | 11    | 11     | 7       | 10     | 247   |
| 12   | Gabriel Halcin       | Slovacchia | 18      | 14      | 12      | 12    | 7      | 9       | 12     | 232   |
| 13   | Simon Dietz          | Germania   | 12      | 13      | 14      | 13    | 16     | 13      | 13     | 205   |
| 14   | Matthias Lambacher   | Italia     | 4       | 9 (NQ)  | 14 (NQ) | -     | 3      | 5 (NQ)  | 5 (NQ) | 195   |
| 15   | Bine Mekina          | Germania   | 14      | 15      | 13      | 14    | 17     | 14      | 14     | 192   |

### Doppio
| Pos. | Nome                               | Nazione    | KUT | LAS | UMH-1 | UMH-2 | GIO | OBD-1 | OBD-2 | Punti |
| ---- | ---------------------------------- | ---------- | --- | --- | ----- | ----- | --- | ----- | ----- | ----- |
| 1    | Matthias Lambacher Peter Lambacher | Italia     | 1   | 1   | 1     | 3     | 1   | 2     | 1     | 655   |
| 2    | Maximilian Pichler Nico Edlinger   | Austria    | 2   | 2   | 3     | 1     | 2   | 4     | 2     | 570   |
| 3    | Tobias Paur Andreas Hofer          | Italia     | -   | 3   | 2     | 2     | 3   | 1     | 4     | 470   |
| 4    | Peter Neupauer Dominik Neupauer    | Slovacchia | 3   | 4   | 5     | 4     | 4   | 3     | 3     | 445   |
| 5    | Bine Mekina Simon Dietz            | Germania   | -   | 5   | 4     | 5     | 5   | 5     | 5     | 335   |
| 6    | Tomas Hasek David Rydl             | Rep. Ceca  | 4   | -   | -     | -     | 6   | -     | -     | 110   |
| 7    | Gabriel Halcin Marian Budzak       | Slovacchia | 5   | 6   | DNF   | -     | -   | -     | -     | 105   |
| 8    | Konrad Plonka Nikolas Dawidowski   | Polonia    | -   | -   | -     | -     | 7   | -     | -     | 46    |
| 9    | Wojciech Kwiecinski Patryk Hudy    | Polonia    | -   | -   | -     | -     | 8   | -     | -     | 42    |

### Coppa delle nazioni
| Pos. | Nazione       | KUT | LAS | UMH   | GIO | OBD-1 | OBD-2 | Punti |
| ---- | ------------- | --- | --- | ----- | --- | ----- | ----- | ----- |
| 1    | Italia        | 668 | 831 | 1 524 | 781 | 778   | 745   | 5 327 |
| 2    | Austria       | 564 | 369 | 1 021 | 531 | 489   | 523   | 3 497 |
| 3    | Germania      | 110 | 247 | 555   | 177 | 173   | 173   | 1 435 |
| 4    | Slovacchia    | 249 | 212 | 269   | 150 | 188   | 177   | 1 245 |
| 5    | Svizzera      | 125 | 109 | 190   | 153 | 96    | 95    | 768   |
| 6    | Stati Uniti   | 0   | 110 | 204   | 86  | 100   | 101   | 601   |
| 7    | Slovenia      | 76  | 105 | 167   | 66  | 70    | 81    | 565   |
| 8    | Croazia       | 36  | 34  | 76    | 36  | 34    | 34    | 250   |
| 9    | Canada        | 34  | 32  | 58    | 30  | 32    | 32    | 218   |
| 10   | Rep. Ceca     | 99  | 0   | 0     | 86  | 0     | 0     | 185   |
| 11   | Polonia       | 0   | 0   | 0     | 154 | 0     | 0     | 154   |
| 12   | Norvegia      | 19  | 20  | 0     | 20  | 26    | 25    | 110   |
| 13   | Francia       | 26  | 32  | 23    | 22  | 0     | 0     | 103   |
| 14   | Finlandia     | 25  | 0   | 0     | 0   | 0     | 0     | 25    |
| 15   | Corea del Sud | 20  | 0   | 0     | 0   | 0     | 0     | 20    |